# Туманність Вуаль
IC 1340 — емісійна туманність у сузір'ї Лебідь.
Цей об'єкт міститься в оригінальній редакції індексного каталогу.
Координати:  20г 45м 38с, +30° 42′ 30″